# Jupiaba paranatinga
Jupiaba paranatinga är en fiskart som beskrevs av Netto-ferreira, Zanata, Birindelli och Sousa 2009. Jupiaba paranatinga ingår i släktet Jupiaba och familjen Characidae. Inga underarter finns listade i Catalogue of Life.